# János Forgách
János (Johann) hrabě Forgách (János / Johann gróf / Graf Forgách de Ghymes et Gács) (24. října 1870, zámek Halič, Rakousko-Uhersko – 25. září 1935, Budapešť, Maďarsko) byl rakousko-uherský diplomat. Díky šlechtickému původu a znalosti několika jazyků se vypracoval mezi vlivné osobnosti rakousko-uherské zahraniční politiky před první světovou válkou. Zastával funkci vyslance v několika zemích, po zániku monarchie žil v soukromí.

## Životopis

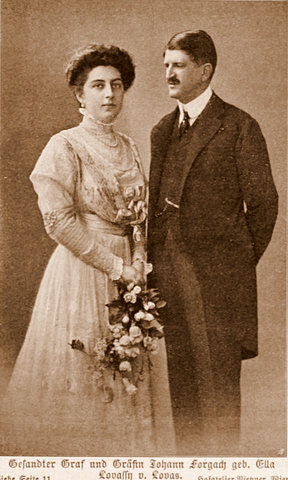
János Forgách s manželkou Gabrielou

Pocházel z uherského šlechtického rodu uváděného též pod jménem Forgács, kterému od roku 1640 náležel titul hrabat. Narodil se na slovenském zámku Halič, který byl dlouhodobým rodovým sídlem. Byl druhorozeným synem českého a moravského místodržitele Antona Forgáche (1819–1885), matka Florentina, rozená Ederer (1843–1922), pocházela z Prahy. János vstoupil do diplomatických služeb v roce 1891 a k poměrně rychlé kariéře byl předurčen jazykovým nadáním – hovořil plynně německy, maďarsky, francouzsky a anglicky. Začínal na nižších postech v Bukurešti, Petrohradu, Haagu a Istanbulu, z Turecka zároveň v roce 1903 dočasně vedl generální konzulát v Sofii. V letech 1904–1905 byl velvyslaneckým radou v Římě a poté v letech 1905–1907 vyslancem v Brazílii. Po návratu do Evropy byl v letech 1907–1911 vyslancem v Srbsku a poté v letech 1911–1913 v Sasku. I když vyslanecký post v Drážďanech nebyl v celkovém kontextu nijak důležitý, za vlády Františka Josefa platilo, že byl obsazován oblíbenci císařského dvora a znamenal předstupeň k dalšímu kariérnímu postupu. V letech 1913–1917 byl Forgách II. sekčním šéfem na ministerstvu zahraničí ve Vídni. Odvolán byl v lednu 1917 poté, co nově jmenovaný ministr zahraničí Otakar Černín odmítl spolupracovat s diplomatem, jemuž byl dříve podřízen. Forgách se do diplomatických služeb vrátil na jaře 1918 a do konce první světové války vedl diplomatickou misi na Ukrajině. Po rozpadu monarchie žil v soukromí.

## Majetkové poměry a rodina

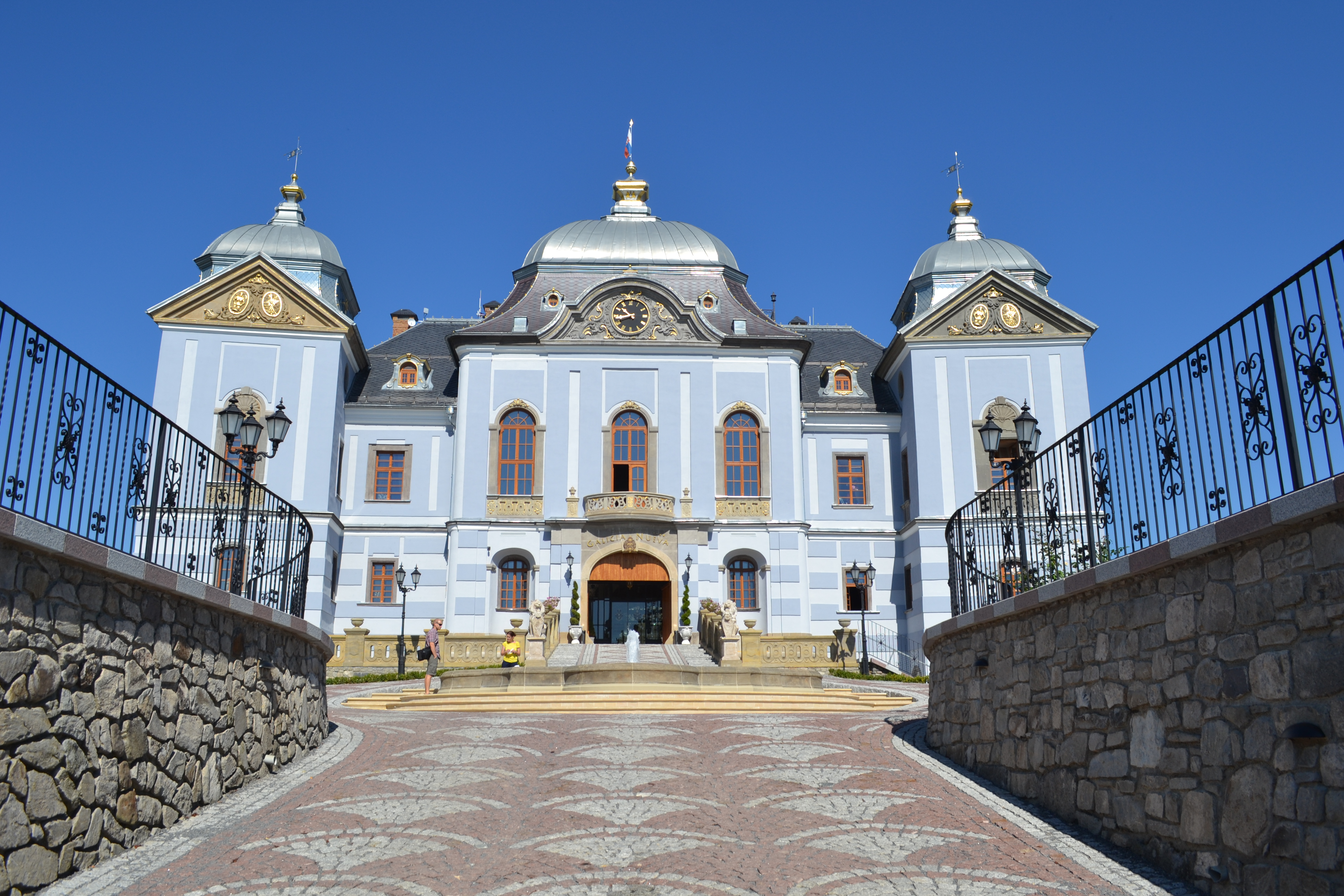
Zámek Halič (dnes Slovensko), sídlo rodiny Forgáchů v 17.–19. století

Po otci byl vlastníkem rozsáhlých pozemků v Horních Uhrách, v Novohradské župě mu patřilo téměř 7.000 hektarů půdy, hlavní rodové sídlo Halič ale přešlo v roce 1898 na spřízněný rod Wenckheimů.
V roce 1908 se v Budapešti oženil s Gabrielou Lovassyovou de Szakál (1889–1972), dcerou důstojníka a velkostatkáře Ference Lovassyho (1862–1915). Gabriela (zvaná Ella) byla později c. k. palácovou dámou. Měli spolu tři děti, dcery Elisabeth (1909–1946) a Johannu (1911–1993) a syna Antona (1915–1977).
Jeho sestra Klotylda (1867–1957) byla manželkou barona Erwina Rosznera (1852–1928), guvernéra v Rijece a později ministra uherské vlády.

## Tituly a ocenění
Ve funkci vyslance v Srbsku obdržel v roce 1910 titul c. k. tajného rady s nárokem na oslovení Excelence. V diplomatických službách získal řadu ocenění v Rakousku-Uhersku i v zahraničí. Jako majitel velkostatků v Uhrách byl také členem uherské Sněmovny magnátů.

### Rakousko-Uhersko
- Vyznamenání za zásluhy o Červený kříž s válečnou dekorací (1915)
- velkokříž Řádu Františka Josefa (1908)
- rytířský kříž Leopoldova řádu (1904)
- Jubilejní pamětní medaile (1898)
- Řád železné koruny III. třídy  (1897)

### Zahraničí
- velkokříž Řádu italské koruny (Itálie)
- Řád svatého Sávy I. třídy (Srbsko)
- velkokříž Řádu Albrechtova (Sasko)
- Řád Medžidie II. třídy (Osmanská říše)
- Řád svaté Anny II. třídy (Rusko)
- Řád sv. Stanislava II. třídy (Rusko)
- důstojník Řádu rumunské koruny (Rumunsko)
- důstojník Řádu dubové koruny (Lucembursko)
- důstojník Řádu nizozemského lva (Nizozemsko)
- Domácí řád Albrechta Medvěda (Anhaltsko)
- Vévodský sasko-ernestinský domácí řád (Sasko)